# Reyhaneh Parsa

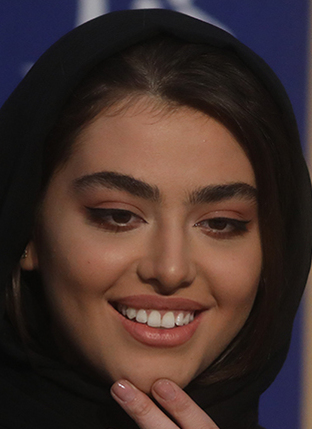
Reyhaneh Parsa (2020)

Reyhaneh Javadi Parsa (persisch ریحانه جوادی پارسا; * 1999 in Teheran) ist eine iranische Schauspielerin.

## Leben und Karriere
Parsa wurde 1999 in Teheran geboren. Nach dem Schulabschluss studierte sie Schauspiel an der Soureh Art University.
April 2009 war Parsa Gast der Sendung Khandvaneh. Ihr Schauspieldebüt gab sie 2018 in der Fernsehserie Pedar. Anschließend war sie in den Filmen Khoob Bad Jelf 2, Gasht-e ershad 3 und Hawaii zu sehen. 2020 verließ sie Iran und lebt seither in der Türkei.

## Filmografie
Filme
- 2020: Khoob Bad Jelf 2
- 2021: Gasht-e ershad 3
- 2024: Hawaii

Serien
- 2018: Pedar